# 鹽水車站

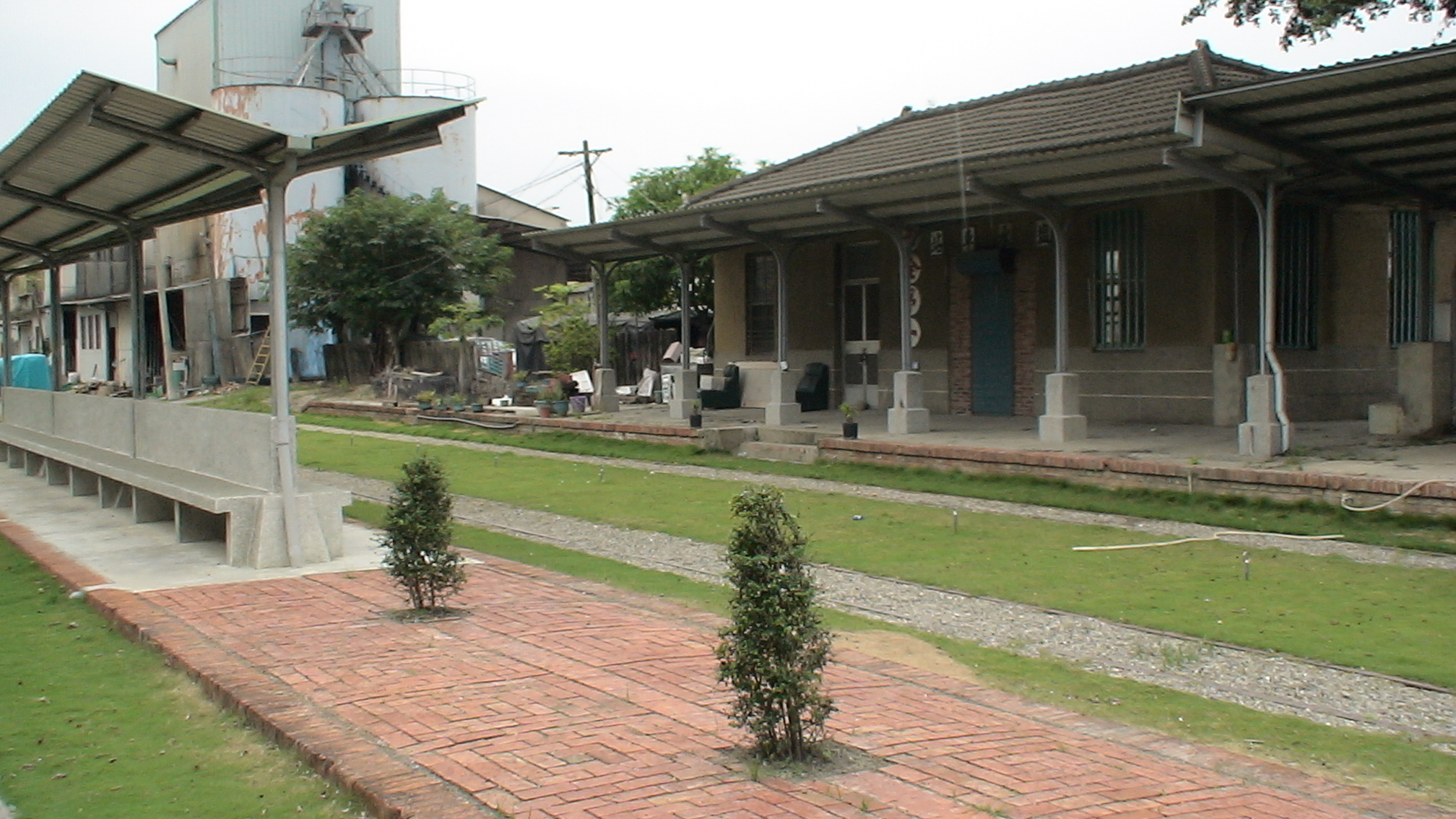
車站背面與月臺區

鹽水車站是臺灣糖鐵布袋線的車站之一，位於今臺南市鹽水區。

## 車站構造
- 單式月臺1面1線的地上車站（廢止時）。

## 車站周邊
- 鹽水護庇宮
- 鹽水武廟
- 鹽水文物陳列室
- 鹽水國民中學

## 沿革
- 1909年5月20日：臺灣最初的客運糖業鐵路・鹽水港製糖株式會社（今塩水港精糖株式会社）鹽水港（えんすいこう）－新營庄（今新營）開始輸送旅客，本站為終點站。二次大戰後為臺糖接收。
- 1913年3月8日：本站與布袋嘴之間開始營業。
- 1920年：改稱鹽水驛。
- 1979年：廢棄，車站站房改為岸内原料區辦公室。

## 現況
- 站房、鐵道被保存與綠化。並將一部分鐵道改建為自行車道[1][2]。

## 鄰近車站
- 太子宮車站與本站間原設有南門驛，1928年6月12日啟用，但在二次大戰後裁撤。

## 外部連結
- 鹽水百年車站　彩繪重新上路[永久]（中華日報）（繁體中文）
- 懷舊月台  鹽水車站新開張（中華日報）（繁體中文）
- 鹽水車站（塩水鎮公所） （繁體中文）
- 塩水港精糖株式会社公式ホームページ（页面存档备份，存于）

1. ↑  .   [2020-11-02]. （原始内容存档于2021-01-16）.
2. ↑  .   [2020-11-02]. （原始内容存档于2020-12-01）.